# مارك أيريس
مارك أيريس (بالإنجليزية: Mark Ayres)‏ هو ملحن بريطاني، ولد في 1961.

## وصلات خارجية
- مارك أيريس على موقع IMDb (الإنجليزية)
- مارك أيريس على موقع ميوزك برينز (الإنجليزية)
- مارك أيريس على موقع ديسكوغز (الإنجليزية)
- مارك أيريس على موقع قاعدة بيانات الفيلم (الإنجليزية)